# Gnaphosa licenti
Gnaphosa licenti es una especie de araña araneomorfa del género Gnaphosa, familia Gnaphosidae. Fue descrita científicamente por Schenkel en 1953.
Habita en Rusia (Europa a Siberia del Sur), Kazajistán, Kirguistán, Mongolia, China y Corea.